# 벡터 드로잉 프로그램

벡터 드로잉 프로그램 Xfig.

벡터 드로잉(Vector Draw) 프로그램은 점 단위가 아닌 수학 계산을 통해 그림을 구성하는 방식의 그래픽 소프트웨어를 말한다. 확대해도 그림이 선명하고, 파일 용량이 점 단위로 그림을 구성하는 비트맵 프로그램에 비해 작은 게 장점이다. 참고로, 벡터 그래픽은 컴퓨터에서 그림을 표시하는 방식을 의미한다.

## 종류
- 어도비 일러스트레이터(Illustrator)
- 코렐드로우(Coreldraw)
- 프리핸드(Freehand)
- 오픈오피스 드로우(Draw)
- 잉크스케이프(Inkscape)

## 용도
- 캐릭터, C.I/B.I등의 상업용 시각디자인 매체
- 다이어그램 등 단행본의 그래픽 요소
- 전단지, 명함, 팸플릿등의 홍보용 인쇄물

## 같이 보기
- 그래픽 소프트웨어